# 芬兰总督

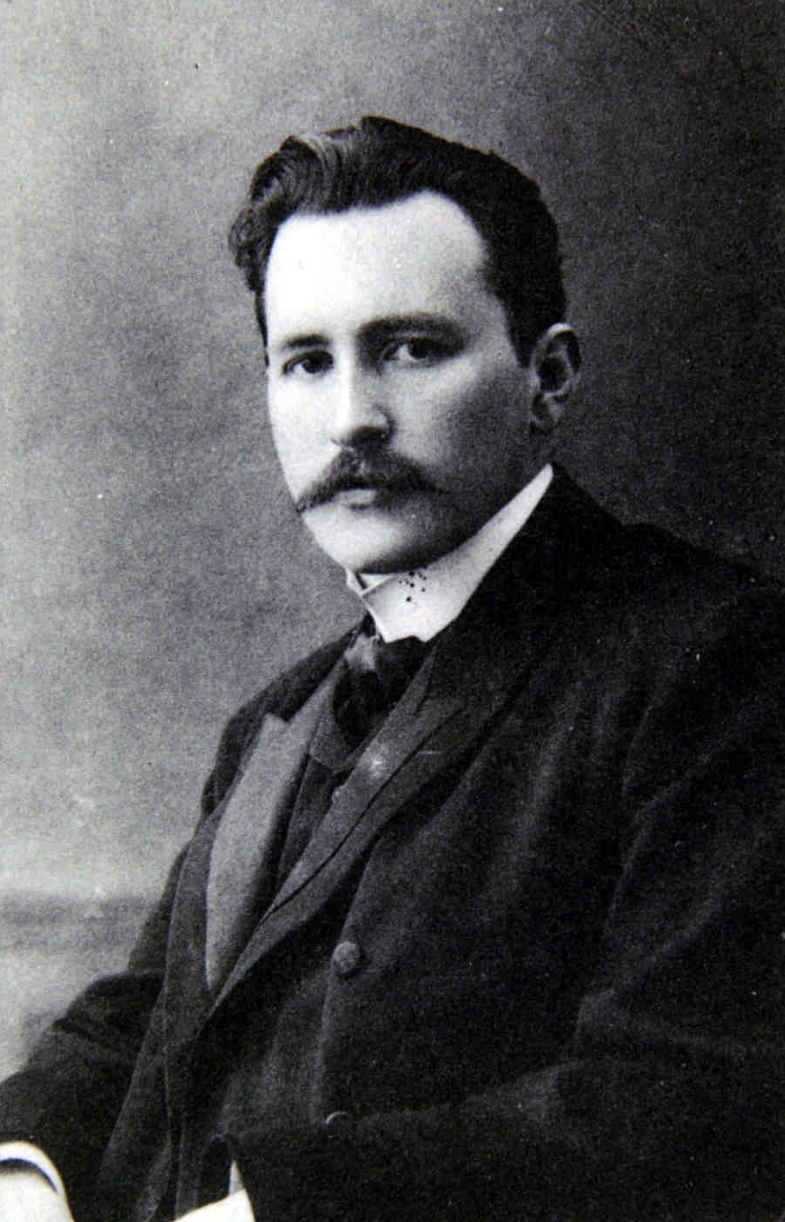
最后一任芬兰总督尼古拉·涅克拉索夫

芬兰总督（芬蘭語：Suomen kenraalikuvernööri），是历史上芬兰的军事领导和最高行政长官的职位。在17及18世纪瑞典统治时，该职位不定期地设立。而在1809至1917年间自治芬兰大公国时，该职位一直持续地设立。

## 瑞属时期
在16世纪末期芬兰公爵称号及相连的封建特权被取消后，瑞典国王不定期地特别任命一位总督来管理帝国东部地区芬兰的事务。其中最著名的一位是佩尔·布拉赫伯爵，他的统治时期在芬兰仍就被称为“伯爵时期”（kreivin aikaan），意为积极的事情及时发生了。

## 芬兰大公国
在芬兰作为俄罗斯帝国附属的大公国时，芬兰总督一职长期存在。他是沙皇的副手，并不常住在赫尔辛基，而是在芬兰边境不远的圣彼得堡。芬兰总督在宪政上是芬兰大公国行使政府及最高法院功能的芬兰元老院的主席。主席在参议院里拥有两个投票权，总督在参议院的主席地位是属于芬兰大公—由俄国沙皇拥有的称号。总督是沙皇的最高代表，并从圣彼得堡的帝国政府中直接收取指令。
与其他诸如参议员和政务部长秘书等高级职位不同的是总督职位并不需要具有芬兰国籍的人来担任。大多数芬兰总督是沙皇信得过的俄国人，来牵制潜在的芬兰分离主义者。然而很多总督被授予芬兰贵族称号，因此也成为芬兰的臣民。
很多芬兰总督不被芬兰民众所喜爱。第一位芬兰总督在位一年后就辞职了。另一位总督尼古拉·博布里科夫，在1904年被芬兰民族主义者尤金·绍曼暗杀身亡。另一方面，也有一些总督为了沙皇朝廷中部长的利益也在一定程度上保障了芬兰的自治地位。